# Magal
Magal (hebrejsky מַגָּל, doslova „Srp“, v oficiálním přepisu do angličtiny Maggal) je vesnice typu kibuc v Izraeli, v Haifském distriktu, v Oblastní radě Menaše.

## Geografie
Leží v nadmořské výšce 73 metrů na pomezí pobřežní nížiny a kopcovitých oblastí podél Zelené linie oddělující vlastní Izrael v mezinárodně uznávaných hranicích od okupovaného Západního břehu Jordánu. Jižně od vesnice protéká vádí Nachal Chaviva.
Obec se nachází 16 kilometrů od břehu Středozemního moře, cca 42 kilometrů severovýchodně od centra Tel Avivu, cca 47 kilometrů jihojihovýchodně od centra Haify a 12 kilometrů jihovýchodně od města Chadera. Magal obývají Židé, přičemž osídlení v tomto regionu je etnicky smíšené. Na sever a jih od kibucu leží téměř souvislý pás měst a vesnic obývaných izraelskými Araby - takzvaný Trojúhelník (nejblíže je to město Baka-Džat dotýkající se téměř kibucu na severní straně). Tento pás narušuje v této oblasti právě jen židovská vesnice Magal. Rovněž západním směrem v pobřežní nížině převládá židovské osídlení.
Magal je na dopravní síť napojen pomocí místní komunikace zaústěné do lokální silnice číslo 581. Západně od kibucu také probíhá dálnice číslo 6 (Transizraelská dálnice).

## Dějiny
Magal byl založen v roce 1953. Zakladateli kibucu byla skupina izraelské mládeže napojená na skautské hnutí. V té době šlo o pohraniční osadu, na tehdejší mezinárodní hranici mezi Izraelem a Jordánskem a vesnice byla vystavena opakovaným bezpečnostním rizikům. První obyvatelé se zde usídlili v září 1953. Šlo zpočátku o polovojenskou osadu typu Nachal, která byla součástí pásu židovských vesnic zřizovaných v pohraničních nebo odlehlých oblastech státu. Od roku 1954 jde o civilní sídlo. V letech 1963–1964 populaci kibucu posílil příchod další skupiny tvořené mladými židovskými přistěhovalci z Mexika a Argentiny.
Místní ekonomika je založena na zemědělství a průmyslu (továrna na zavlažovací techniku). Od konce 90. let 20. století procházel kibuc privatizací a postupně se zbavil většiny kolektivních prvků v hospodaření.

## Demografie
Podle údajů z roku 2014 tvořili naprostou většinu obyvatel v Magal Židé (včetně statistické kategorie "ostatní", která zahrnuje nearabské obyvatele židovského původu ale bez formální příslušnosti k židovskému náboženství).
Jde o menší sídlo vesnického typu s dlouhodobě rostoucí populací. K 31. prosinci 2014 zde žilo 1040 lidí. Během roku 2014 počet obyvatel stoupl o 3,8 %.
| Rok            | 1961 | 1972 | 1983 | 1995 | 2001 | 2003 | 2004 | 2005 | 2006 | 2007 | 2008 | 2009 | 2010 | 2011 | 2012 | 2013 | 2014 |
| -------------- | ---- | ---- | ---- | ---- | ---- | ---- | ---- | ---- | ---- | ---- | ---- | ---- | ---- | ---- | ---- | ---- | ---- |
| Počet obyvatel | 55   | 186  | 386  | 475  | 484  | 508  | 509  | 523  | 522  | 558  | 639  | 694  | 801  | 927  | 989  | 1002 | 1040 |